# Atmel AVR

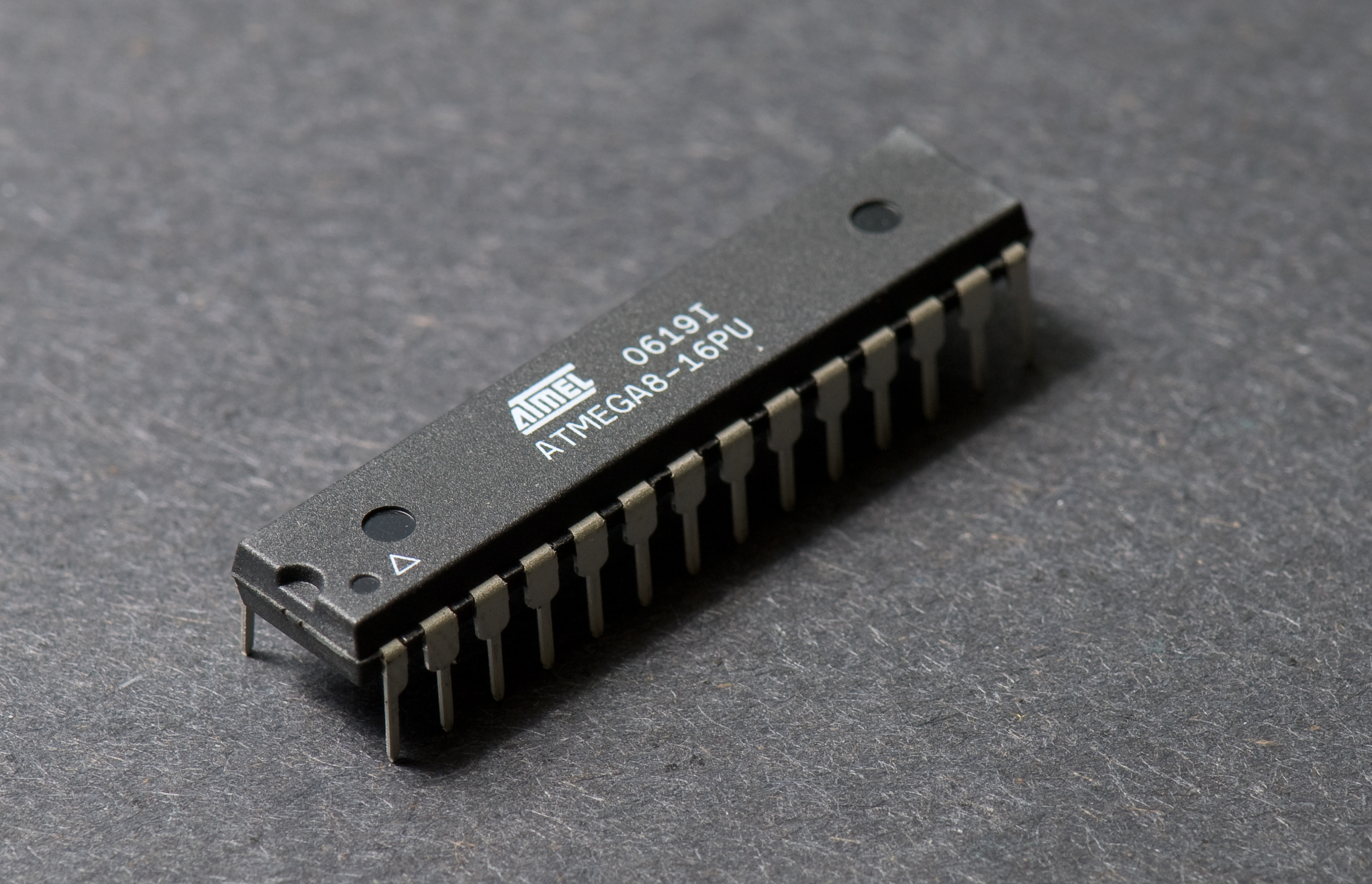
Atmel AVR ATmega8 PDIP.

AVR（AVR）は、Atmel社が1996年に開発した、RISCベースの8ビットマイクロコントローラ（制御用IC）製品群の総称である。2016年以降はMicrochip社によって製造・販売されている。

## 概要
何かの略称ではなく「AVR」で一語である、とAtmelでは言っている。尤も、初期はアーキテクチャ開発者であるノルウェー科学技術大学の2人の学生アルフ・エギル・ボーゲン（Alf-Egil Bogen）とヴェガード・ウォラン（Vegard Wollan）の名を取り、「アルフとヴェガードによるRISC」の意味があったという。
PIC同様に回路構成が簡単でCPU、メモリ（RAM、ROM）、I/O、データ記憶用のEEPROM、クロック発振回路、タイマーなどが1チップに収められており、書き込まれたプログラムにより制御される。
ISP (In-System Programming) に対応し、コンパレータを内蔵する等、i8051ピンコンパチ品や外部にRAMやI/Oを増設する外部バスのあるものもあり、電子工作を行う人の間で人気がある。ISPには、In Circuit Serial Programming (ICSP) やJTAGという仕組みがある。
品種によっては、USBコントローラを内蔵した上でDFU対応Bootloaderをプログラムした状態で出荷されるものがあり、それらは外付け回路無しにUSB接続でプログラミング可能である。
また、ラインが変わっても基本的なCPUコアのアーキテクチャが変わらず、RAM空間がリニアである等、C言語でのプログラミングを意識しており、さらにアセンブラを含んだ統合開発環境「AVR Studio」が無償配布され、GCCも対応しているため安価に開発環境を構築できる。
MCSエレクトロニクス社より4Kバイト(2Kワード)までのコード生成が無償試用できるBascomAVRというBASICを基調としたコンパイラーが公開されている。液晶表示コマンド等、即実用可能なコマンド満載でC言語やマシン語にアレルギーのある人でも簡単にAVRを試用できる。(ただしRAM未搭載のものは殆どのコマンド使用不可)
プログラム格納用のROMは全品種でFlashROMを採用している。ハーバード・アーキテクチャである。

## AVRの種類
起源となった90Sシリーズと、それを大容量化、I/Oを拡張したMegaシリーズ、高機能化・低消費電力化・低電圧対応したTinyシリーズがあり、今後は、MegaシリーズとTinyシリーズを主力する方向であるが、90Sシリーズもまだ多く使われている。
既に品種数がかなり多く、廃品種となったものも多いため、流通量が多い主な品種や著名な品種のみを取り上げ、特定顧客・特殊用途向けは割愛する。
- 90Sシリーズ
  - 90S1200
  - 90S2313
  - 90S4433
  - 90S8515
  - 90S8535
- Megaシリーズ
  - Mega1280/2560
  - Mega8/48/88/168/328
  - Mega161/162
  - Mega163/323
  - Mega169/329/649
  - Mega8515
  - Mega8535
  - Mega16/32
  - Mega64/128
- Tinyシリーズ

| Tinyシリーズ | I/Oピン数 | 8bitタイマ | 16bitタイマ | PWM | Flash mem | EEPROM  | SRAM    |
| ------------ | --------- | ---------- | ----------- | --- | --------- | ------- | ------- |
| tiny2313     | 18        | 1          | 1           | 4   | 2kByte    | 128Byte | 128Byte |
| tiny4313     | 18        | 1          | 1           | 4   | 4kByte    | 256Byte | 256Byte |
| tiny4        | 4         | 0          | 1           | 2   | 512Byte   | 0Byte   | 32Byte  |
| tiny5        | 4         | 0          | 1           | 2   | 512Byte   | 0Byte   | 32Byte  |
| tiny9        | 4         | 0          | 1           | 2   | 1kByte    | 0Byte   | 32Byte  |
| tiny10       | 4         | 0          | 1           | 2   | 1kByte    | 0Byte   | 32Byte  |
| tiny13       | 6         | 1          | 0           | 2   | 1kByte    | 64Byte  | 64Byte  |
| tiny20       | 12        | 1          | 1           | 3   | 2kByte    | 0Byte   | 128Byte |
| tiny24       | 12        | 1          | 1           | 4   | 2kByte    | 128Byte | 128Byte |
| tiny26       | 16        | 2          | 0           | 4   | 2kByte    | 128Byte | 128Byte |
| tiny40       | 18        | 1          | 1           | 2   | 4kByte    | 0Byte   | 256Byte |
| tiny44       | 12        | 1          | 1           | 4   | 4kByte    | 256Byte | 256Byte |
| tiny45       | 6         | 2          | 0           | 6   | 4kByte    | 256Byte | 256Byte |
| tiny85       | 6         | 2          | 0           | 6   | 8kByte    | 512Byte | 512Byte |

## AVRのレジスタセット
| 呼称       | 説明                              |
| ---------- | --------------------------------- |
| R0-25      | 汎用レジスタ R0-R15は即値演算不可 |
| X(R26,R27) | インデックスレジスタX             |
| Y(R28,R29) | インデックスレジスタY             |
| Z(R30,R31) | インデックスレジスタZ             |
| PC         | プログラムカウンタ                |
| SP         | スタックポインタ                  |
| SREG       | ステータスレジスタ                |

## 命令セット
- 16ビット固定長
- C言語でのプログラミングを意識した命令群
- メモリへのアクセスはロードとストアのみであり、演算はレジスタとレジスタあるいはイミディエイトのみ
- イミディエイト減算やキャリー付加減算のサポート
- Megaシリーズは乗算命令をサポート

### 主なアドレッシングモード
| 呼称           | 説明                                                                                                |
| -------------- | --------------------------------------------------------------------------------------------------- |
| イミディエイト | 直接8ビットの値を指定する。                                                                         |
| 直接           | 直接16ビットの番地を指定する。                                                                      |
| 間接           | X,Y,Zレジスタで番地を指定する。ディスプレースメント付、ポストインクリメント、プリデクリメントも可。 |